# Segnaletica luminosa
La segnaletica luminosa è una particolare categoria di segnali stradali. Si parla anche di pannelli a messaggio variabile (PMV o variable-message sign).

## Tipi di segnali luminosi
Il codice della strada individua i seguenti tipi di segnali luminosi:
- segnali luminosi di pericolo e di prescrizione;
- segnali luminosi di indicazione;
- tabelloni luminosi rilevatori della velocità in tempo reale dei veicoli in transito[3];
- lanterne semaforiche veicolari normali;
- lanterne semaforiche veicolari di corsia;
- lanterne semaforiche per i veicoli di trasporto pubblico;
- lanterne semaforiche pedonali;
- lanterne semaforiche per velocipedi;
- lanterne semaforiche veicolari per corsie reversibili;
- lanterna semaforica gialla lampeggiante;
- lanterne semaforiche speciali;
- segnali luminosi particolari (pannelli a messaggio variabile, colonnine luminose, segnali incassati nella carreggiata o nei bordi di marciapiede delle isole di canalizzazione, degli spartitraffico e dei salvagente, delineatori di margine luminosi)

| Esempi animati di lanterne semaforiche | Esempi animati di lanterne semaforiche  | Esempi animati di lanterne semaforiche              | Esempi animati di lanterne semaforiche | Esempi animati di lanterne semaforiche | Esempi animati di lanterne semaforiche               | Esempi animati di lanterne semaforiche   | Esempi animati di lanterne semaforiche   | Esempi animati di lanterne semaforiche | Esempi animati di lanterne semaforiche |
| -------------------------------------- | --------------------------------------- | --------------------------------------------------- | -------------------------------------- | -------------------------------------- | ---------------------------------------------------- | ---------------------------------------- | ---------------------------------------- | -------------------------------------- | -------------------------------------- |
|                                        |                                         |                                                     |                                        |                                        |                                                      |                                          |                                          |                                        |                                        |
| Lanterna semaforica veicolare normale  | Lanterna semaforica veicolare di corsia | Lanterna semaforica per mezzi di trasporto pubblico | Lanterna semaforica pedonale           | Lanterna semaforica per velocipedi     | Lanterna semaforica veicolare per corsie reversibili | Lanterne semaforiche gialle lampeggianti | Lanterne semaforiche gialle lampeggianti | Lanterne semaforiche speciali          | Lanterne semaforiche speciali          |

## Pannelli a messaggio variabile

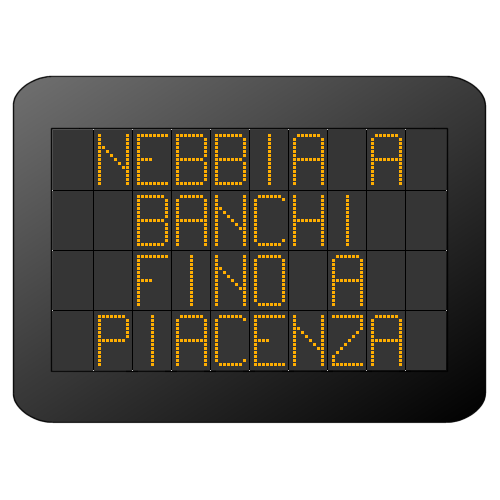
Pannello a messaggio variabile

I pannelli luminosi sono posti solitamente in alto sopra la carreggiata, appoggiati ai cavalcavia o montati su appositi sostegni, con funzioni primarie di informazione.
I casi preponderanti sono quelli che indicano, in autostrada, le possibilità di code da traffico intenso o le chiusure dei caselli. In caso non ci siano anomalie da segnalare vengono invece utilizzati per ricordare agli automobilisti le regole del codice della strada o per invitarli ad una guida prudente. 
La direttiva n. 3929 del 3/07/1998 del ministero dei lavori pubblici individua 3 tipi di pannelli a messaggio variabile (PMV) ed esplicita le procedure di omologazione dei PMV posti lungo le autostrade e le strade extraurbane principali. I 3 tipi di PMV sono:
- PMV composti da un pittogramma: sono equiparati a tutti gli effetti a un normale segnale verticale;
- PMV composti da un testo alfanumerico: non sono soggetti a vincoli specifici del Codice della strada ma devono essere leggibili sempre in condizioni di sicurezza;
- PMV compositi composti da pittogrammi e da un testo alfanumerico.

In talune città sono presenti segnali luminosi che indicano la disponibilità di parcheggio, particolari eventi locali quali fiere o spettacoli, o ancora l'itinerario migliore per raggiungerli.
L'articolo 170 del "Regolamento di Attuazione" del codice della strada prescrive, in particolare, che:
- l'uso dei segnali a messaggio variabile è consentito solo per fornire all'utente indicazioni utili per la guida dei veicoli o indicazioni di pericolo o di prescrizione, in corrispondenza di luoghi ove tali indicazioni possono variare nel tempo.

- i segnali luminosi a messaggio variabile devono essere visibili in qualunque situazione di luce d'ambiente e non devono provocare fenomeni di abbagliamento.

## Altri segnali luminosi
Altri pannelli luminosi sono fissati sul tetto o sul posteriore di autoveicoli specifici per indicare ostacoli mobili quali code per incidenti stradali oppure per segnalare la presenza di lavori in corso. Sono previsti dal codice della strada, dal relativo "Regolamento di Attuazione" e "Disciplinare tecnico relativo agli schemi segnaletici, differenziati per categoria di strada, da adottare per il segnalamento temporaneo" (decreto del ministero delle infrastrutture e dei trasporti del 10 luglio 2002, GU 226 del 26 settembre 2002).
Un'altra iniziativa recente, nel campo della segnaletica luminosa, è quella che riguarda, a titolo sperimentale, l'indicazione della velocità a cui il mezzo sta transitando nelle vicinanze dei caselli autostradali automatizzati Telepass o nell'avvicinamento di punti in cui la limitazione della velocità è fortemente auspicabile. Sono stati previsti dalla riforma del codice della strada del 2010 (Gazzetta Ufficiale n. 175 del 29 luglio 2010 - legge 29 luglio 2010, n. 120) agli articoli 7 (che modifica l'articolo 41 del Codice della strada) e all'articolo 60 ma non sono ancora stati regolati da circolari attuative.